# Черепанова гора
Черепа́нова гора́ — історична місцевість Києва, підвищення між вулицями Еспланадною, Василя Тютюнника, Госпітальною і Євгена Коновальця. Найвища точка — 186,9 м.

## Історія
З 1775 року на вершині Черепанової гори під прикриттям ретраншементу другої половини XVII—XVIII ст. розміщувалися дерев'яні госпітальні бараки.
Назва «Черепанова гора» виникла після 1815 року, коли київським цивільним губернатором був Павло Сидорович Черепанов (тут розташовувалася його садиба). Згодом на горі заклали Олексіївський сад.
Протягом 1836—1851 рр. на вершині Черепанової гори звели Госпітальне укріплення — самостійний оборонний комплекс Київської фортеці полігонального типу. Укріплення отримало назву від госпітальних бараків, які містилися на Черепановій горі з кінця XVIII — початку XIX ст.
У 1913 році поблизу було влаштовано Всеросійську промислово-сільськогосподарську виставку, для якої найкращі архітектори Києва звели високохудожні дерев'яні та муровані павільйони.
У 1920-х роках тут містився «Червоний стадіон». 1937 року почалося будівництво нового стадіону (тепер — НСК «Олімпійський»). На Черепановій горі розташовані Національний університет фізичного виховання і спорту України, готелі «Русь», «Президент-готель Київський», неподалік — Палац спорту.
Станом на 2012 рік на території Госпітального укріплення на вершині Черепанової гори розташовані: міська забудова, Головний військовий клінічний госпіталь, Національний історико-архітектурний музей «Київська фортеця».